# Chilobrachys assamensis
Chilobrachys assamensis là một loài nhện trong họ Theraphosidae.
Loài này thuộc chi Chilobrachys. Chilobrachys assamensis được Arthur Stanley Hirst miêu tả năm 1909.